# 侯桐
侯桐（1779年—1860年），字葉唐，號玉山，江蘇常州府無錫縣（今無錫市）人。

## 生平
早年為優廩生，嘉慶十八年（1813年）中式江南癸酉科鄉試舉人，嘉慶二十五年（1820年）中進士，選翰林院庶吉士，散館授編修。歷任功臣館纂修、文淵閣校理。道光十二年（1832年），授詹事府右贊善，次年遷右中允，授翰林院侍講，為日講起居注官，升翰林院侍讀。次年升翰林院侍講學士。歷奉天府丞兼學政、太常寺少卿、內閣學士等職。道光二十三年（1843年）升兵部右侍郎，次年改吏部右侍郎。咸豐二年（1852年）以原品休致，辦理本省團練事宜。咸豐十年（1860年）卒。

## 外部連結
- 侯桐 （页面存档备份，存于） 中研院史語所